# 崇禎帝
崇禎帝（すうていてい）は、明の第17代（最後）の皇帝。諱は由検（ゆうけん）。廟号ははじめは思宗、のちに改めて毅宗（以上は南明弘光帝による）、威宗（隆武帝による）、懐宗（清による）。諡号は弘光帝が紹天繹道剛明恪倹揆文奮武敦仁懋孝烈皇帝としたが、清が欽天守道敏毅敦儉弘文襄武體仁致孝懷宗端皇帝、そしてのちに欽天守道敏毅敦儉弘文襄武體仁致孝莊烈愍皇帝と改めた。一般的に清における崇禎帝の諡号を清の2つ目の諡号を略し莊烈愍皇帝とする。また清は崇禎帝を明朝歴代皇帝と同じ北京昌平山に葬り、陵墓を「思陵」とした。

## 生涯
第15代皇帝泰昌帝の五男として生まれた。天啓2年（1622年）に兄の天啓帝より信王に封じられた。天啓7年（1627年）に天啓帝が急死し、その男子がみな夭折していたため、翌崇禎元年（1628年）に皇位を継ぐことになった。即位してすぐに、兄帝の下で専横を振るった宦官魏忠賢を排除し、名臣として名高い徐光啓を登用するなど国政改革に取り組んだ。
当時は北に満洲族の後金が侵攻し、南では李自成たちの反乱が多発した、まさしく国事多難の時期であり、崇禎帝はこの状況をたった一人で支えようと懸命に努力した。
崇禎帝は祖父万暦帝や兄天啓帝らと違い、政治に熱心であり、色事にふけるようなこともなく、倹約を心がけていた。しかし猜疑心が強く、臣下を信用できない悪癖を有していた。即位直後から重臣を次々と誅殺し、特に山海関で満洲族からの防衛を一手に引き受けていた名将袁崇煥を誅殺したことは致命的であり、明が滅亡した原因として必ず崇禎帝の猜疑心が挙げられる。在位17年の間に、崇禎帝によって誅殺された重臣は総督7名・巡撫11名に上り、その他罷免された者も多数おり、このことが重臣達の著しい士気の低下を招くこととなった。
崇禎帝は李自成軍に次々と討伐軍を送るが、その討伐軍を組織するため増税を行ったことにより、窮迫した民衆が李自成軍に加わり、まったくの逆効果であった。
崇禎17年（1644年）、李自成の順軍は北京を包囲し、3月19日に北京は陥落した。前夜から、崇禎帝は息子たちを紫禁城から脱出させ、側室と娘たちを自ら手にかけて殺害し、周皇后の自害を見届けた後、危急を知らせる鐘を鳴らしたが、文武諸官はすべて逃亡し、君側に参じたのは宦官の王承恩ただ一人であった。ここにいたって紫禁城の北にある景山で首を吊って自殺した。享年34。李自成の命令で、皇貴妃田秀英の墓が開かれ、崇禎帝と周皇后が合葬された。
娘の長平公主を斬るときは「ああ、そなたはどうして皇帝の女に生まれてしまったのか！」と泣いたという。しかし、泣きながら振るった刀が急所をそれたため、公主は左腕に傷を負ったのみで一命をとりとめ、王承恩の機転で紫禁城を抜け出した。

## 宗室
- 后妃

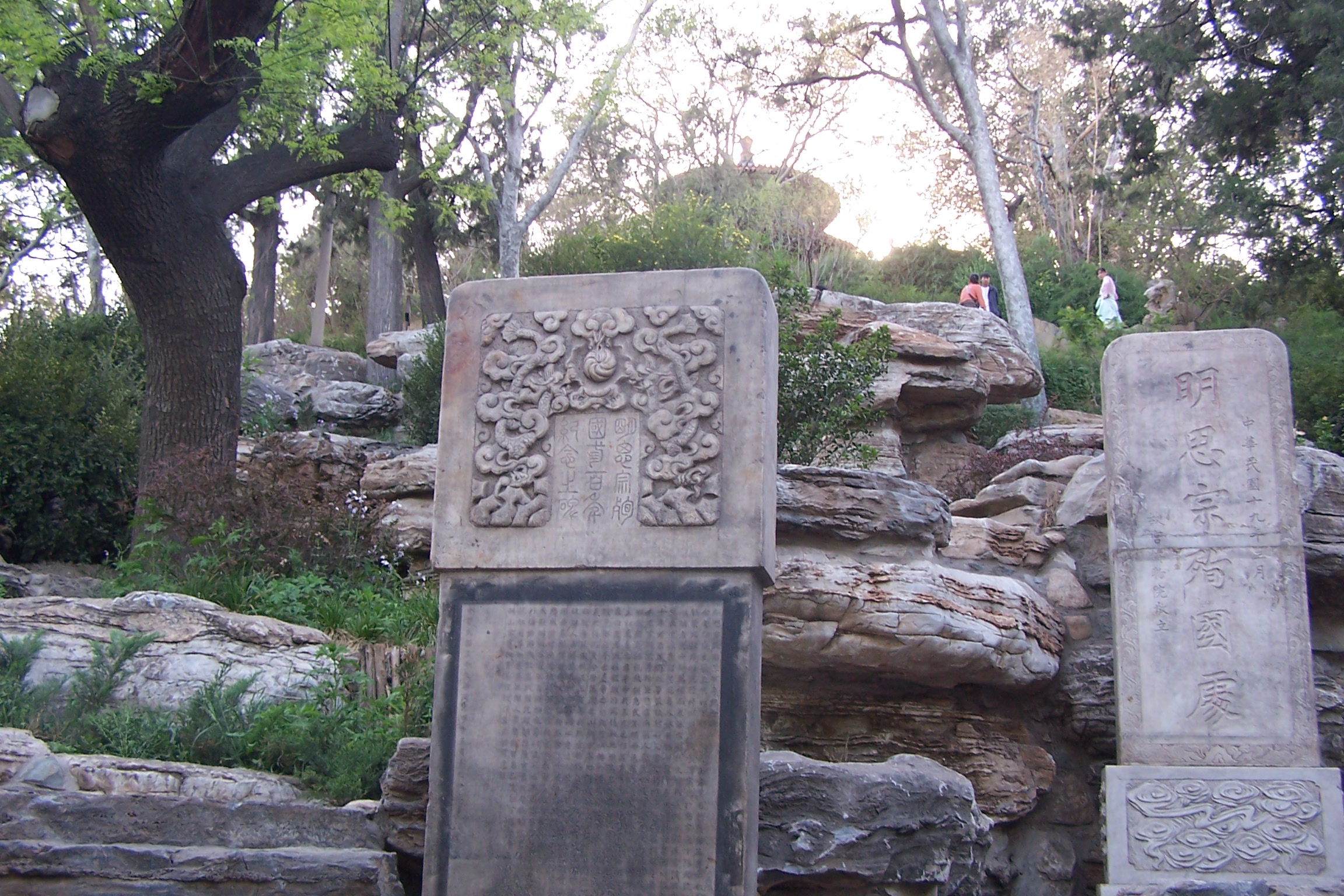
景山の崇禎帝自害の地に建てられた碑文

  - 荘烈愍皇后（孝節烈皇后）周氏 - 1644年4月24日夕方、崇禎帝に命じられ自殺した。
  - 皇貴妃袁氏
  - 恭淑皇貴妃 田秀英
  - 妃尤氏[4]、妃陳氏、妃盧氏[5]、妃王氏、妃王氏、妃方氏、妃劉氏、妃沈氏[6]
  - 嬪養艶姫、嬪藺婉玉[7]
  - 青霞女子（複数人）[5]
- 男子
  - 献愍太子（悼帝） 朱慈烺（1629年 - 1644年?） - 母は周氏。呉三桂により一時擁立されるが、崇禎帝の死後間もなく病死（疑義有り）。
  - 懐隠王 朱慈烜（1630年） - 母は周氏。生後間もなく夭折。
  - 定哀王 朱慈炯（1632年 - 1644年?） - 母は周氏。李自成の乱で死去？南明時代に追封される。
  - 永悼王 朱慈炤（生没年不詳） - 母は田秀英。1642年に永王追封が行われているので、それ以前に没しているとみられる。
  - 悼霊王 朱慈煥（1633年 - 1708年） - 母は田秀英。明の滅亡後、王氏を名乗り僧侶として暮らしていたが、後に還俗。75歳となった清の康熙年間に謀反の罪を問われ「謀反を起こした事実はないが、謀反の心を抱かなかったことはないとはいえない（朱某雖無謀反之事、未嘗無謀反之心）」と理不尽な理由で凌遅刑に処された。また、子孫含め一族もろとも処刑（もしくは処刑前に自殺）され、これにより、崇禎帝の血筋は断絶した。
  - 悼懐王 朱慈燦（1637年 - 1639年） - 母は田秀英。夭折。
  - 悼良王[8]（1641年9月5日 - 1643年6月26日） - 名前は無かった。夭折。
- 女子
  - 坤儀公主 - 母は周氏。
  - 長平公主 - 1645年、周顕に降嫁した。
  - 昭仁公主 - 1644年4月24日、崇禎帝に殺害された。
  - 3人の女子（早世）

## 評価
- 2023年9月に中華人民共和国で出版された崇禎帝を扱った書籍『崇禎帝：失敗した王朝の勤勉な皇帝』を、中国共産党当局は翌10月に回収処分とし事実上の発売禁止処分とした。中国共産党中央委員会宣伝部は書名の「勤政的亡国君（勤勉な亡国の王）」が中国共産党総書記の習近平を想起させるとし、再販の際に付けられた「愚策に次ぐ愚策、勤勉な王ほど国は滅びる」の宣伝文がさらに当局を刺激したことが原因とみられる[9][10]。

## 登場作品
小説
- 『碧血剣』（金庸）

映画
- 『ブレイド・マスター』（中国・2014年）演：葉項明
- 『修羅:黒衣の反逆』（中国・2017年）演：劉端端

ドラマ
- 『碧血剣』（中国・2007年）演：高虎（中国語版）
- 「明珠遊龍」（中国・2012年、日本未公開）演：劉淼淼
- 『皇后の記（中国語版）』（中国・2015年）演：梁金山
- 「袁崇煥」（中国・2018年、日本未公開）演：高梓琪